# Thüringer Mühlenradweg
Der Thüringer Mühlenradweg ist ein regionaler Radweg, Freizeit-Angebot und touristische Sehenswürdigkeit der Stadt Jena und des Saale-Holzland-Kreises.  Er ermöglicht die Erkundung und Besichtigung von 25 Wassermühlen der Region.

## Beschreibung

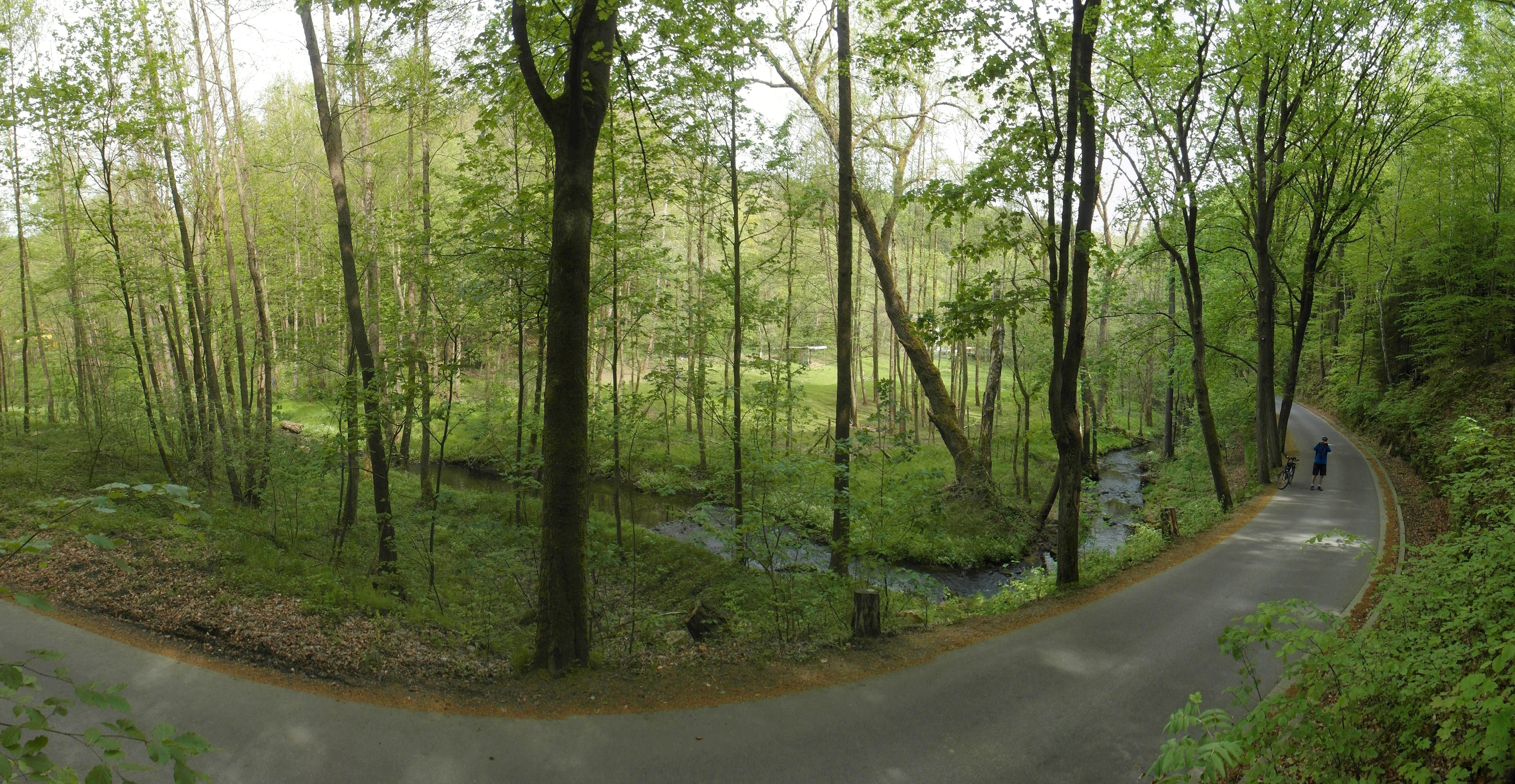
Der Thüringer Mühlenradweg im Eisenberger Mühltal

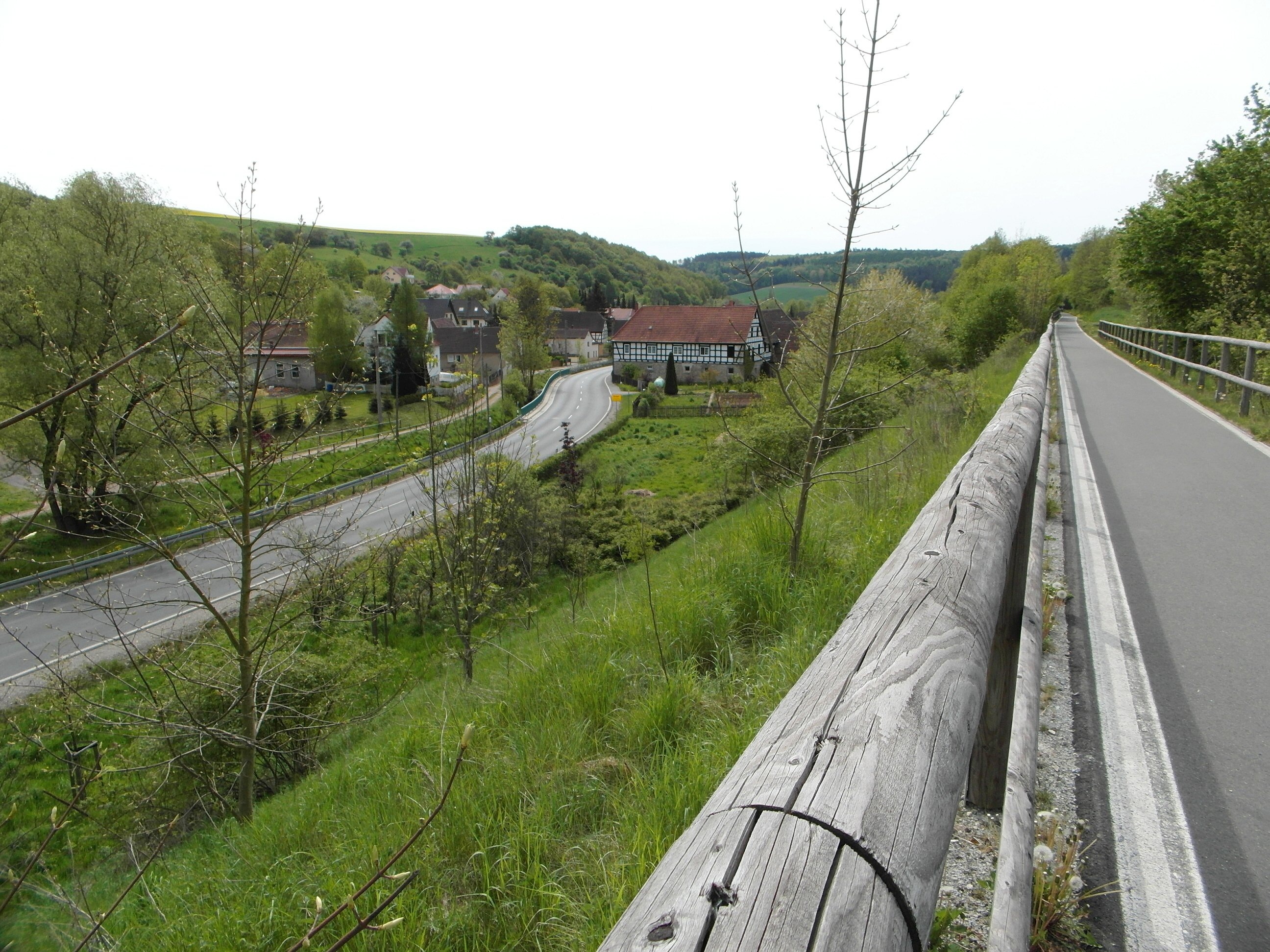
Zwischen Kursdorf und Eisenberg

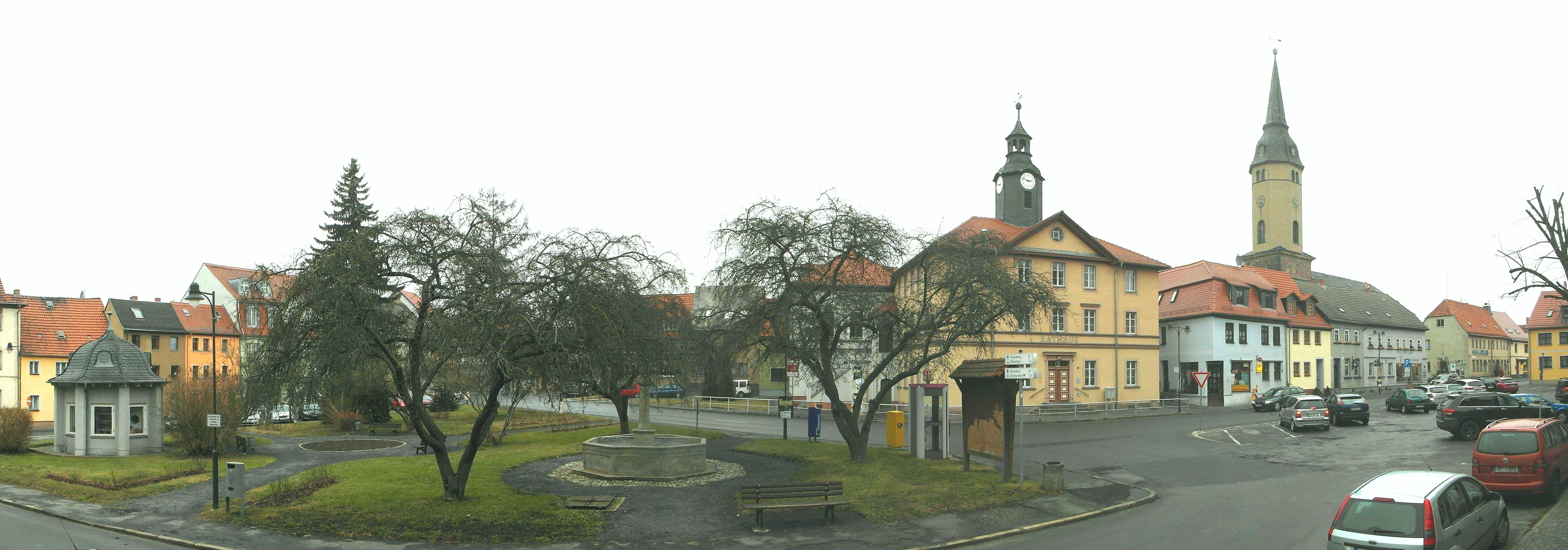
Thüringer Mühlenradweg in Bürgel

Der Thüringer Mühlenradweg verläuft in der waldreichen und landschaftlich reizvollen Region des Thüringer Holzlandes. Waldwirtschaft und Holzverarbeitung bildeten die Existenzgrundlage der Bevölkerung. In den engen Flusstälern blieben bis in die Gegenwart idyllisch gelegene Mahl- und Sägemühlen erhalten. Schon in den 1920er Jahren wurde dieses Gebiet durch Natur-, Wander- und Heimatvereine erschlossen. So entstanden in den bereits aufgelassenen Mühlen kleine Pensionen und Gasthäuser, die Gebäude blieben erhalten.
Der Radweg führt von Jena kommend als Abschnitt des Radfernweges Thüringer Städtekette zunächst in östlicher Richtung nach Stadtroda, benutzt den Zeitzgrund bis Hermsdorf und folgt dem Eisenberger Mühltal bis in die Kreisstadt Eisenberg (Thüringen). Der Rückweg nach Jena erfolgt über einen nördlichen Parallelweg über Bürgel und das Gleistal. Der Radweg hat eine Gesamtlänge von 80 Kilometer, davon sind 55 Kilometer asphaltiert und 25 Kilometer verlaufen auf Feld- und Waldwegen. Der Weg verläuft dabei weitgehend ohne steile Abschnitte auf Höhen zwischen 126 und 360 m Meereshöhe (lediglich westlich von Eisenberg ist ein kurzer, steiler Abschnitt Waldweg zu passieren).
Als Etappenorte werden Jena, Zöllnitz, Laasdorf, Gernewitz, Stadtroda,
Schleifreisen, Hermsdorf, Bad Klosterlausnitz, Weißenborn, Kursdorf, Eisenberg, Bürgel, Graitschen, Löberschütz, Golmsdorf und Porstendorf bei Jena genannt.

## Anbindung
Der Thüringer Mühlenradweg ist an das Radwegenetz der Stadt Jena angebunden. Es bestehen Verbindungen an den Saale-Radwanderweg und den Radfernweg Thüringer Städtekette.
Zwischen Thalbürgel (Bürgel) und Jena-Ost bietet der Kirchenradweg Jena – Thalbürgel die Möglichkeit einer thematischen Alternativstrecke – hierbei wurden interessante Dorfkirchen als Etappenziele ausgewählt. Von Jena bietet sich auch der Napoleon-Radweg 1806 als Verlängerung in Richtung Apolda an.
Bei der Trassenführung wurden auch Verknüpfungen zum Regionalbahn-Streckennetz der Deutschen Bahn berücksichtigt.